# Colonia Caroya
Colonia Caroya – miasto w Argentynie, w prowincji Córdoba, w departamencie Colón.
Według danych szacunkowych na rok 2010 miejscowość liczyła 16 168 mieszkańców.